# Jiang Qing
Jiang Qing (chinês: 江青, Wade–Giles: Chiang Ch'ing, também conhecida como Madame Mao (Zhucheng, 19 de março de 1914 - Pequim, 14 de maio de 1991), foi uma atriz e revolucionária chinesa que desempenhou grande papel político durante a Revolução Cultural Chinesa. Nos palcos, adotava o nome de Lan Ping (蓝苹). Foi a quarta esposa de Mao Tsé-Tung, casando-se com ele em Yan'an, em novembro de 1938, tendo sido a primeira primeira-dama da China pós-revolução. É conhecida por formar uma aliança política radical conhecida como o Bando dos Quatro. No entanto, foi presa um mês depois da morte de Mao (1976), por suas tendências radicais. Foi a pessoa mais poderosa nos últimos anos do regime maoísta.
Jiang Qing foi secretária pessoal de Mao nos anos de 1940 e chefe da Seção de Filmagens do Departamento de Propaganda do Partido Comunista, nos anos 1950. Foi uma importante emissária de Mao nos primeiros estágios da Revolução Cultural. Em 1966, foi indicada como diretora do Grupo Central de Revolucionários. Colaborou com Lin Biao para o avanço da ideologia de Mao, bem como o culto à personalidade de Mao. Sua influência foi grande durante o ápice da revolução, em assuntos de estado, em especial os que tangiam arte e cultura, tendo idealizado os pôsteres característicos da revolução. Em 1969, ganhou um assento no Politburo chinês.
Antes da morte de Mao, o Bando dos Quatro controlava muitas instituições políticas chinesas, incluindo mídia e propaganda. No entanto, Jiang Qing, derivando a maior parte de sua legitimidade política de Mao, muitas vezes se viu em desacordo com outros líderes. A morte de Mao, em 1976, tirou boa parte de seu poder político. Jiang foi presa em outubro de 1976, por Hua Guofeng e seus aliados, sendo condenada por outros membros do partido. Desde então, Jiang Qing foi oficialmente marcada como tendo sido parte do "Grupo Contra-Revolucionário de Lin Biao e Jiang Qing" (林彪江青反革命集团) para quem a maior parte da culpa pelos danos e devastação causada pela Revolução Cultural foi atribuído. Embora ela tenha sido inicialmente condenada à morte, sua sentença foi comutada para prisão perpétua em 1983. Depois de ser liberada para tratamento médico, Jiang Qing morreu em circunstâncias suspeitas em maio de 1991.

## Vida pessoal

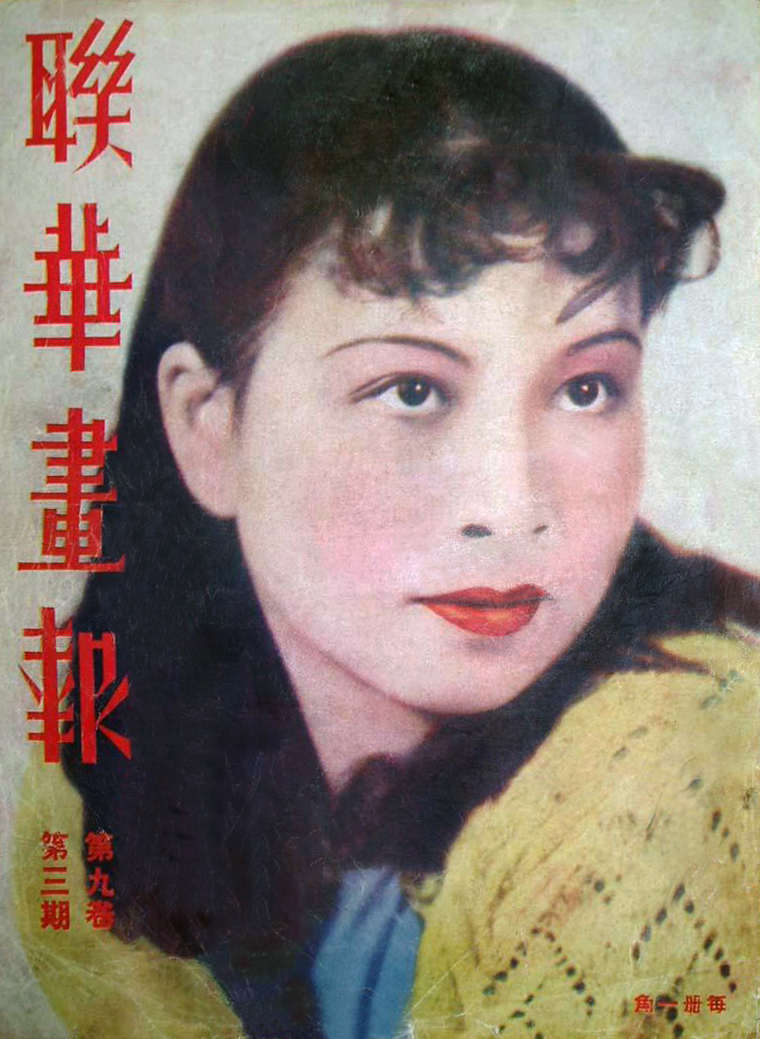
Jiang Qing na capa de uma revista de cinema

Jiang Qing nasceu em Zhucheng, província de Shandong, em 19 de março de 1914. Seu nome de nascimento era Lǐ Shūméng (李淑蒙) e era filha única de Li Dewen (李德文), um carpinteiro e uma concubina (algumas fontes sugerem que ela fosse prostituta). Seu pai tinha um pequeno negócio de carpintaria e móveis e após uma severa discussão, a mãe de Jiang conseguiu emprego de empregada e se separou do companheiro.
Quando Jiang estava na escola de ensino fundamental, ela escolheu o nome de Lǐ Yúnhè (李云鹤), "Garça nas nuvens", nome pelo qual ela foi conhecida boa parte da vida. Devido à sua posição social e por ser filha ilegítima, ela era mal vista pelos colegas. Ela e a mãe se mudaram para a casa de seus avós maternos quando Jiang entrou no ensino médio.
Em 1926, aos 12 anos de idade, seu pai faleceu. Sua mãe, então, se mudou para Tianjin, onde Jiang trabalhou como aprendiz em uma fábrica de cigarros por vários meses. Dois anos depois, elas se mudaram mais uma vez, para Jinan. No verão seguinte, ela entraria em um teatro experimental e uma escola de drama. Seu talento chamou a atenção dos administradores, que a escolheram para se juntar ao clube de drama, em Pequim, onde teve aulas avançadas de atuação. Ela retornou para Jinan, em 1931, onde se casou com Pei Minglun, filho de um rico empresário, mas o casal logo se divorciou.

## Carreira nos palcos
De julho de 1931 a abril de 1933, Jiang estudou na Universidade Qingdao, em Qingdao. Lá, ela conheceu Yu Qiwei, estudante de física do terceiro ano, membro do departamento de propaganda do Partido Comunista. Em 1932, os dois se apaixonaram e foram morar juntos. Ela se juntou ao "Fronte Cultural Comunista", um círculo de artistas, escritores, atores e atuou em Put Down Your Whip, uma peça popular chinesa, na qual uma mulher escapa da China ocupada pelos japoneses e começa a atuar na rua para sobreviver. Em fevereiro de 1933, Jiang fez o juramento ao Partido Comunista Chinês, com Yu a seu lado, apontada em seguida como membro da juventude comunista.
Yu foi preso em abril do mesmo ano e Jiang foi rechaçada pela família dele. Jiang não teve escolha, se não voltar para sua própria família, voltando para a escola de drama de Jinan. Através de amizades anteriores, ela foi indicada para a Universidade de Shanghai, hoje a Universidade Jiao Tong de Xangai no verão, para algumas aulas de literatura. Em outubro, juntou-se à Liga Comunista Juvenil, enquanto participava de uma trupe amadora de atuação.

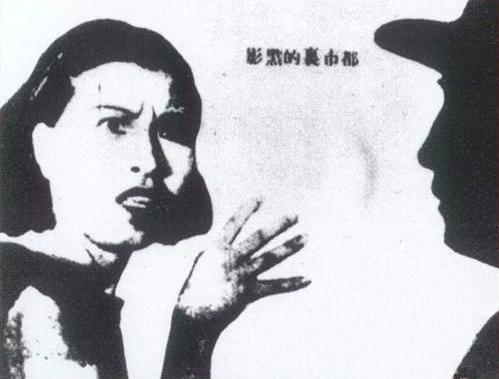
Jiang Qing em 1935 em um pôster de filme

Em setembro de 1934, Jiang foi presa por suas atividades políticas em Xangai, mas foi solta três meses depois, em dezembro do mesmo ano. Ela viajou para Pequim, onde se juntou a Yu Qiwei que tinha sido solto após sua sentença e o casal voltou a viver junto.
Jiang retornou para Xangai em março de 1935, tornando-se atriz profissional e adotando o nome artístico de "Lán Píng" (que significa "Maçã Azul", em chinês 蓝苹). Atuou em diversos filmes e peças de teatro, incluindo God of Liberty, The Scenery of City, Blood on Wolf Mountain e Old Mr. Wang. Com sua carreira estabelecida, ela se envolveu com o ator e diretor Tang Na, com quem trabalhou em Scenes of City Life e The Statue of Liberty. Eles se casaram em Hangzhou, em março de 1936, porém ele logo descobriu que ela continuava envolvida com Yu Qiwei. O escândalo se tornou público e ele tentou o suicídio duas vezes, antes de finalmente se divorciar. Em 1937, Jiang entrou para a Companhia de Cinema Lianhua, estrelando o filme Big Thunderstorm. Ela alegou ter tido um relacionamento com o diretor do filme, mas negou em biografias posteriores.

## O casamento com Mao

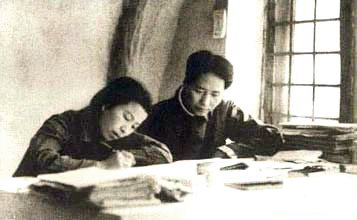
Mao e Jiang Qing escrevendo juntos, em Yan'an, 1938

Após o Incidente da Ponte Marco Polo, em 7 de julho de 1937 e da batalha resultante da invasão japonesa a Xangai, que destruiu a indústria de cinema e artes da região, Jiang acabou abandonado os palcos. Primeiro, ela foi para Xi'an, a sede regional do Partido Comunista, para "se juntar à revolução" e para resistir à invasão japonesa. Em novembro, ela se matriculou na "Universidade Militar e Política Contra-Japonesa" (um instituto leninista e marxista). Em seguida, virou professora na recém-fundada Academia de Artes Lu Xun, atuando e lecionando em faculdades e óperas chinesas.
Assim que chegou em Yan'an, ela se envolveu com Mao. Alguns líderes comunistas se escandalizaram com o relacionamento quando ele se tornou público. Aos 45 anos, Mao tinha o dobro da idade de Jiang e ela levou uma vida burguesa e de excessos em Yan'an. Mao ainda era casado com He Zizhen, uma comunista de longa data que completou a Longa Marcha ao lado dele e com quem tinha cinco filhos. Mao acabou conseguindo o divórcio de He, o que lhe permitiu se casar com Jiang, mas a ela foi exigido que ficasse fora da política pública pelos trinta anos seguintes. No entanto, com o ápice da Revolução Cultura, Jiang se tornaria extremamente ativa na política.
Em 28 de novembro de 1938, Jiang e Mao se casaram em uma pequena cerimonia privada, seguida da aprovação do Comitê Central do Partido. Como o divórcio de Mao ainda não tinha sido assinado, Jiang concordou em assinar um contrato de matrimônio, que estipulava que ela não apareceria em público, ao lado de Mao. A única filha do casal, Li Na, nasceu em 1940.

## Ascensão ao poder

### Entrada na política chinesa

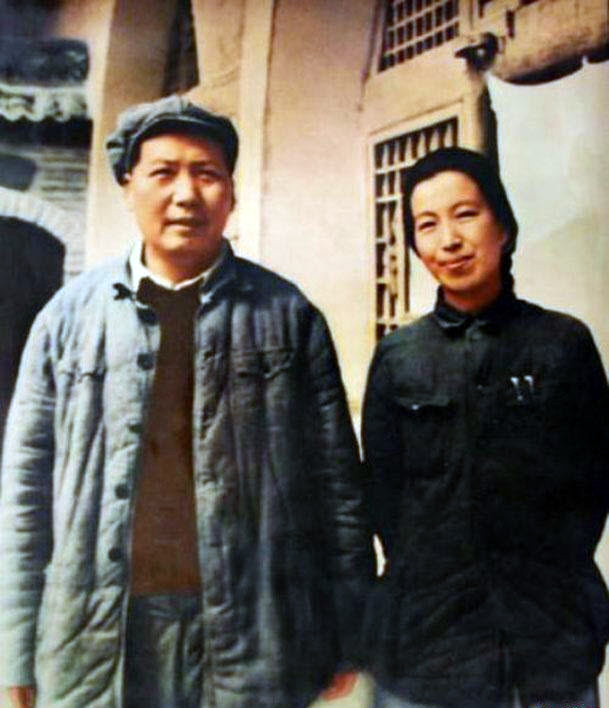
Mao e Jiang Qing, 1946

Após a fundação da República Popular da China, em 1949, Jiang se tornou a primeira-dama do país. Ela trabalhou como Diretora de Filmagens, do Departamento Central de Propaganda e foi membro do comitê de cinema, do ministério da cultura. Um tumulto em 1950 levou à investigação de A Vida de Wu Xun , um filme sobre um mendigo do século XIX que arrecadou dinheiro para educar os pobres. Jiang apoiou críticas ao filme por celebrar ideias contra-revolucionárias.
Mao foi muito criticado, após o Grande Salto Adiante (1958–1961) e buscou em Jiang e em seus correligionários o apoio necessário para perseguir seus inimigos. Aproveitando-se do poder investido por Mao, Jiang reformou o teatro chinês. Ela liderou a iniciativa de reformar a ópera chinesa em 1963, e oito óperas revolucionárias foram estabelecidas na Ópera Peking. A iniciativa permitia, estritamente, apenas trabalhos aprovados nas áreas de drama, música, dança e outras artes.

### A Revolução Cultural
Apoiada pelo marido, ela foi indicada como diretora do Grupo Central da Revolução Cultural, em 1966 e ascendeu como uma figura política séria e influente no verão do mesmo ano. Tornou-se membro do Politburo chinês, em 1969. Estabeleceu um trabalho político próximo com outros membros do partido, Zhang Chunqiao, Yao Wenyuan e Wang Hongwen, que ficou conhecido como o Bando dos Quatro. Era a figura mais influente e mais controversa dos últimos anos de Mao.
Neste período, Mao se aliou aos estudantes e jovens trabalhadores, que formava sua Guarda Vermelha, para atacar aqueles que ele chamava de "revisionistas" do partido. Mao lhes disse que a revolução estava em perigo e que eles deviam parar, a qualquer preço, a ascensão de uma classe privilegiada na China, alegando que foi o que aconteceu com a União Soviética durante a administração de Nikita Khrushchev.
Jiang também começava a ter um papel político bastante ativo no movimento. Comandou boa parte das atividades do partidos e do governo. Tinha o apoio da ala radical e do próprio Mao. Os anos de fúria da revolução terminaram quando Liu Shaoqi foi removido de todos os seus cargos, em 13 de novembro de 1968. Lin Biao se tornara o sucessor designado pelo próprio Mao. Chanceler Mao agora tinha o apoio do Bando dos Quatro, composto pelos maiores radicais do país em posições chave no Politburo, depois do Congresso do Partido em 1973.
Jiang dirigiu óperas e balés de teor comunista e revolucionário, como parte dos esforços para transformar a cultura da China. Dominou as artes chinesas, tentando reformar a famosa Ópera de Pequim. Desenvolveu uma nova forma de arte, onde a representação do mundo era simples: personagens positivos eram geralmente fazendeiros, trabalhadores e soldados revolucionários e os negativos eram antirrevolucionários e senhores de terra. Os personagens negativos, em contraste com os personagens positivos, usavam maquiagem escura e roupas que os diferenciassem dos heróis. Jiang substituiu todos os trabalhos culturais por trabalhos que trabalhassem sob o tema do regime maoísta.
Jiang Qing primeiro colaborou com Lin Biao, segundo em comando, mas depois da morte de Lin, em 1971, criticou-o abertamente em uma campanha de difamação. Na década de 1970, ela ainda criticaria abertamente Deng Xiaoping, dizendo posteriormente que Mao se inspirou em sua figura. O povo chinês começou a ficar descontente nessa época e começou a culpar Jiang, uma figura mais fácil de culpar do que Mao. Em 1973, ainda que seja alegado que foi por motivos pessoais, Mao e Jiang se separaram.
| “ | Foi informado que Mao Tse-tung and Chiang Ching se separaram em 1973. A maioria das pessoas, no entanto, não soube disso. Assim, ela manteve sua posição e a usou para enganar as pessoas. Devido ao seu relacionamento com Mao, era especialmente difícil para o partido lidar com ela. | ” |

Os hobbies de Jiang incluíam a fotografia, jogar cartas e assistir a filmes, especialmente E o Vento Levou..., dito como seu favorito. Conheceu diversos atores, tendo apoiado a carreira de Joan Chen, atriz que descobriu aos 14 anos, lançando sua carreira como atriz.
Jiang era hipocondríaca e precisava tomar sedativos para dormir. Mandou os empregados da casa em que morava caçar todos os pássaros e remover sapatos quando andassem na casa. Diferenças grandes de temperatura a incomodavam.

## Perseguição a inimigos políticos
Jiang incitou os jovens radicais da Guarda Vermelha a perseguirem os políticos mais velhos do partido e oficiais do governo, incluindo Liu Shaoqi, presidente da China na época e Deng Xiaoping, primeiro-ministro. Internamente, dividiu a Guarda Vermelha em facções.
A rivalidade de Jiang com Zhou Enlai e seu ódio pessoal por ele, levou Jiang a feri-lo quando ele estava vulnerável. Em 1968, Jiang prendeu, torturou e matou o casal de filhos de Zhou (Sun Yang e Sun Weishi) através da Guarda Vermelha. Sun Yang foi morto nos porões da Universidade Renmin. Sun Weishi morreu depois de meses de tortura em uma prisão secreta sob a direção de Jiang e ela fez questão que o corpo de Sun fosse cremado, para não haver necropsia e as cinzas não irem para a família. Em 1968, Jiang forçou Zhou a assinar um mandado de prisão para seu próprio irmão.
Em 1973 3 1974, Jiang dirigiu uma campanha contra Zhou, que era visto como o principal opositor político de Jiang. Em 1975, ela começou uma campanha que visava transformar Zhou em um fracassado político. Após a morte de Zhou Enlai em 1976, Jiang iniciou uma campanha que visava desencorajar e impedir o luto da população pela morte de Zhou.

## A morte de Mao

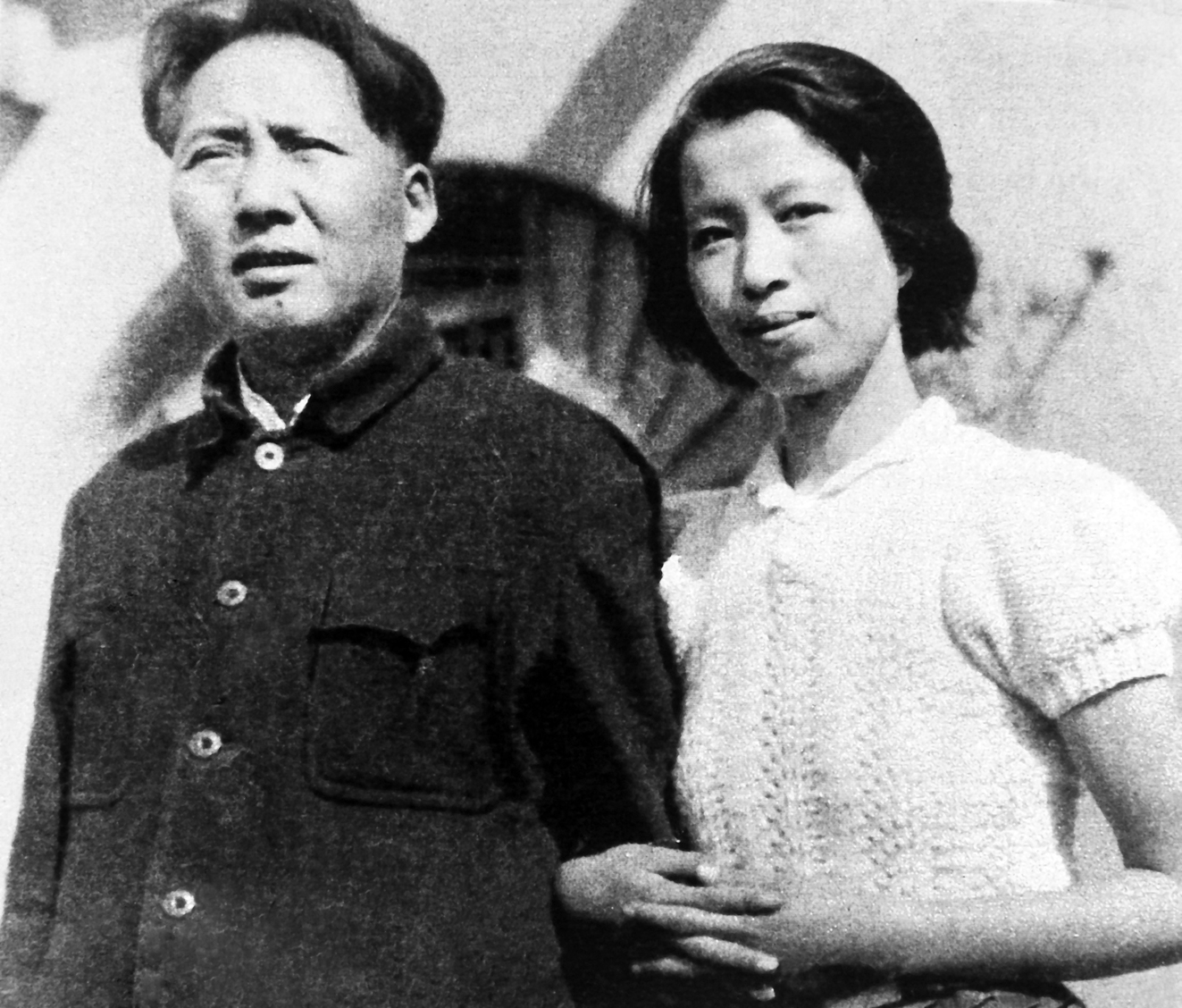
A jovem Jiang Qing com Mao, em Yan'an

Em 5 de setembro de 1976, a saúde fragilizada de Mao se tornou crítica quando ele teve um infarto, bem mais sério do que os dois anteriores. Jiang foi chamada ao hospital, vinda do interior do país, ficou alguns minutos e retornou para sua casa. Na tarde de 7 de setembro, a saúde de Mao piorou. Jiang insistiu em massagear as costas, os membros e aspergir um pó branco em seu corpo, sob protestos da equipe médica, alegando que o pó não era bom para a condição pulmonar de Mao e ela instruiu às enfermeiras a fazer o mesmo quando ela saísse.
Na manhã de 8 de setembro, ela o visitou novamente, ordenando que a equipe médica virasse Mao, alegando que ele dormia há muito tempo na mesma posição. Li Zhisui, médico chefe, se opôs, explicando que Mao só conseguiria respirar se estivesse de lado. Jiang ordenou que mexessem nele mesmo assim. Como resultado, a respiração de Mao parou e ele começou a ficar com um aspecto azulado. Jiang saiu do quarto, enquanto a equipe colocava Mao em um respirador e começava uma massagem cardíaca. Mao foi ressuscitado e Hua Guofeng pediu que Jiang não mais interferisse nos trabalhos dos médicos. Porém, os órgãos de Mao começaram a parar e ele entrou em coma no dia seguinte. Para não prolongar o sofrimento de Mao, que não tinha mais chances de se recuperar, Jiang e outros membros do governo decidiram desligar o suporte mecânico à vida.
Mao morreu à 00:10 de 9 de setembro de 1976. O sucessor escolhido por Mao, Hua Guofeng, ficou responsável pelo funeral, o que acredita-se que tenha sido uma manobra política, já que o candidato preferido do partido era Deng Xiaoping. Nessa época, a mídia era controlada pelo Bando dos Quatro. Os jornais estatais começaram a denunciar Deng logo após a morte de Mao. Jiang tinha uma paranoia a respeito da influência de Deng em assuntos de estado. Ela também não gostava de Hua Guofeng e documentos publicados em 1980 mostram que ela se articulava para se tornar a presidente do Partido Comunista e assim assumir o poder.

## Queda e morte

### Golpe de 1976
Jiang mostrou poucos sinais de tristeza durante os dias que se seguiram à morte de Mao. O comando do Partido era ainda incerto durante a transição. Hua Guofeng tinha o poder, atuando como presidente do Partido e chanceler. Mas ele não era muito influente. Algumas fontes indicam que Mao teria lhe dito para procurar Jiang quando precisasse de ajuda(chinês: 有事找江青).
Jiang acreditava que, mantendo o status quo, onde ela um dos membros mais graduados e com mais autoridade, ela acabaria sendo posta no poder. Acreditava também que seu status como viúva de Mao tornaria mais difícil para seus inimigos a tirarem do governo. Jiang invocaria o nome de Mao todas as vezes em que tomava decisões governamentais, como se agisse em nome dele.
Suas ambições políticas e a falta de respeito com a maioria dos antigos revolucionários do comitê central do Partido era notória. Seu apoio no Comitê Central estava diminuindo, e sua aprovação pública era sombria. Ye Jianying, renomado general, encontrou-se privadamente com Hua Guofeng e Wang Dongxing, comandante do serviço secreto, chamado de Regimento Especial 8341 e determinaram que Jiang e seus apoiadores deveriam ser removidos do governo para restaurarem a estabilidade.
Na manhã do dia 6 de outubro de 1976, Jiang foi para a residência oficial de Mao, em Zhongnanhai, juntou seus aliados e os aliados pessoais de Mao e começaram a articular seus próximos passos, já que ela sabia que havia pessoas no comitê conspirando contra ela. Após o encontro, Jiang Qing, Zhang Chunqiao, Wang Hongwen e Yao Wenyuan foram presos. Sem derramamento de sangue, o Bando dos Quatro foi acusado de tentativas de tomar o poder através de grupos organizados, com golpes planejados em Pequim e Xangai, subvertendo o governo, exercendo atividade contrarrevolucionária e traição.
Após a prisão, Jiang foi enviada para a prisão de Qincheng, onde ficou detida por cinco anos. A queda do Bando dos Quatro foi comemorada em toda a China. A percepção que se tinha da atuação de Jiang na Revolução Cultural era negativa e o Bando dos Quatro era o bode expiatório conveniente durante os dez anos de tumulto social e político. Seu papel na revolução em si ainda é objeto de debate.

### Julgamento
Em 1980, os julgamentos do Bando dos Quatro começaram, sendo televisionados para todo o país. Partes da acusação de 20 mil palavras foram impressas pela imprensa chinesa antes do início do julgamento; eles acusaram os réus de uma série de crimes hediondos que ocorreram durante a Revolução Cultural. As acusações especificam que 727.420 chineses foram "perseguidos" durante esse período, e que 34.274 morreram, embora a acusação muitas vezes vaga não especificou exatamente como. Entre as principais vítimas, o antigo Chefe de Estado Liu Shaoqi, cuja viúva Wang Guangmei, ela mesma presa durante a Revolução Cultural por 12 anos, participou do julgamento como observadora.
A acusação descreveu dois complôs do Grupo Contra-Revolucionário de Lin Biao e Jiang Qing para tomar o poder. Jiang não foi acusada de conspirar com Lin ou com outros membros do Bando dos Quatro, que supostamente estavam planejando uma rebelião armada para usurpar o poder em 1976, quando Mao estava perto da morte. Em vez disso, as acusações contra ela se concentraram em sua perseguição sistemática de artistas criativos durante a Revolução Cultural. Entre outras coisas, ela foi acusada de contratar 40 pessoas em Xangai para disfarçar-se como Guardas Vermelhos e saquear as casas de escritores e artistas. O propósito aparente era de encontrar e destruir cartas, fotos e outros materiais potencialmente prejudiciais sobre a carreira inicial de Jiang Qing em Xangai, que ela queria manter em segredo.
Apesar da seriedade das acusações contra ela, Jiang Qing parecia tranquila. Ela não confessou sua culpa, algo que a imprensa chinesa enfatizou para mostrar sua má atitude. Havia relatos de que ela planejava defender-se escondendo-se no manto de Mao, dizendo que ela fez apenas o que ele aprovou. Enquanto o julgamento começava, Jiang Qing demitiu seus advogados designados, decidindo preferivelmente representar-se. Durante seus julgamentos públicos no "Tribunal Especial", Jiang Qing foi o único membro do Bando dos Quatro que argumentou em seu próprio nome. O argumento da defesa era que ela obedeceu as ordens do presidente Mao em todos os momentos. Jiang Qing afirmou que tudo o que ela fez foi defender o presidente Mao. Foi nesse julgamento que Jiang Qing teria feito a famosa citação:
| “ | Eu era o cão de guarda do presidente Mao. Eu mordia qualquer um que ele mandasse morder.(chinês: 我是主席的一条狗，主席要我咬谁就咬谁。) | ” |

### Morte
Jiang foi sentenciada à morte com um indulto de dois anos em 1981. Em 1983, sua sentença foi alterada para prisão perpétua. Neste tempo, ela fez vários pedidos para visitar o corpo embalsamado de Mao, em Pequim, mas foram negados. Quando os protestos na Praça da Paz Celestial aconteceram, Jiang acreditava que os ativistas estudantis eram liberais, em vez de maoístas, mas ela culpava Deng Xiaoping, escrevendo que "Ele deixou entrar todas essas ideias ocidentais!".
Enquanto estava na prisão, ela foi diagnosticada com câncer na garganta, mas recusou uma cirurgia. Ela foi eventualmente libertada, sob ordens médicas, em 1991. No hospital, ela usou o nome de Lǐ Rùnqīng (李润青). Jian cometeu suicídio em 14 de maio de 1991, aos 77 anos, enforcando-se no banheiro do hospital. Ela deixou uma nota dizendo:
| “ | A revolução de hoje foi usurpada pelo grupo revisionista de Deng, Peng Zhen, e Yang Shangkun. Presidente Mao exterminou Liu Shaoqi, mas não Deng e como resultado desta omissão os infinitos males anteriores foram soltos na nação e sobre o povo chinês. | ” |

Seu suicídio ocorreu dois dias antes do aniversário de 25 anos da Revolução Cultural. Jiang queria que seus restos mortais fosse enterrados na sua província, em Shandong, porém devido aos futuros vandalismos ao túmulo, o estado decidiu removê-la para um lugar seguro em um cemitério comum em Pequim. Jiang foi enterrada no Cemitério Futian, a oeste de Pequim. Seu túmulo está gravado com seu nome original e não com o nome com o qual ficou famosa. Nele se lê: túmulo de Li Yunhe 1914–1991, mãe(先母李云鹤之墓，一九一四年至一九九一年).

## Os vários nomes de Jiang Qing
São várias as razões para Jiang ter um repertório tão vasto de nomes. Em grande parte, deve-se ao período em que ela viveu. Na época de seu nascimento, muitas meninas nunca recebiam nomes ou educação formal. Seu pai a chamou de Li Jinhai porque desejava um menino, mas depois alterou seu nome de nascimento para Li Shumeng. Ela então mudou seu nome na escola para Li Yunhe, mudando-o para Li He.
Era costume dos atores chineses da época de escolher um nome artístico, que usavam em peças e filmes. Lan Ping era seu nome artístico, conhecido nos círculos culturais chineses e com o qual ela viria se identificar. É incerto quando ela mudou para Jiang Qking, mas provavelmente aconteceu quando ela chegou em Yan'an. Acredita-se que o caractere "Qing" foi escolhido por que era relacionado ao conceito de "azul" ("Lan" em chinês). Ela também usou Li Jim em vários artigos publicados durante a Revolução Cultural.
Eventualmente, para proteger sua identidade, ela usou Li Runqing quando foi hospitalizada, após sair da prisão. Ela foi enterrada, por sua vez, com o nome de "Li Yunhe".
1. Nome de nascimento: Lǐ Shūméng (chinês: 李淑蒙)
2. Nome dado: Lǐ Jìnhái (chinês tradicional: 李進孩, chinês simplificado: 李进孩)
3. Nome na escola: Lǐ Yúnhè (chinês tradicional: 李雲鶴, chinês simplificado: 李云鹤)
4. Nome modificado: Lǐ Hè (chinês tradicional: 李鶴, chinês simplificado: 李鹤)
5. Nome artístico: Lán Píng (chinês: 蓝苹)
6. Pseudônimo revolucionário: Jiāng Qīng (chinês: 江青)
7. Nome de assinatura: Lǐ Jìn (chinês tradicional: 李進, chinês simplificado: 李进)
8. Último nome usado: Lǐ Rùnqīng (chinês tradicional: 李潤青, chinês simplificado: 李润青)
9. Comumente chamada na literatura ocidental: Madame Mao